# Enigheden
|  | Ikke at forveksle med Mejeriet Enigheden i Aarhus. |
Mælkeriet Enigheden var et kooperativt mejeri i København, der eksisterede 1897-1996.
Oprettelsen af mejeriet skete som følge af en større arbejdskonflikt i København. Københavns Mejeriforsyning forbød i 1896 arbejderne at melde sig ind i Arbejdsmændenes Fagforening. Reaktionen blev, at alle arbejdere i protest indmeldte sig i fagforeningen som følge af dette anslag mod organisationsretten. Indmeldelsen blev modsvaret af en lockout fra Mejeriforsyningens side. Mens konflikten kørte, opstod ideen om, at arbejderne kunne oprette deres eget mælkevirksomhed. Mejeriet Enigheden blev således til og begyndte sin virksomhed den 12. marts 1897 med arbejdsmændenes formand, M.C. Lyngsie som formand. Han var også ideens ophavsmand.
Efter en række begyndervanskeligheder blev Enigheden et af de største og mest stabile enkeltforetagender inden for Kooperationen, der også drev Bryggeriet Stjernen, Arbejdernes Fællesbageri, FDB osv. Mejerivirksomheden var organiseret som et aktieselskab, hvor aktiekapitalen var indskudt af henholdsvis medlemmerne og fagforeningen. Virksomheden i København blev imidlertid i 1996 overtaget af mejerigiganten MD Foods, der umiddelbart efter lukkede den.
I 1906 blev en gammel limfabrik fra 1888 på Lygten 39-41 på Nørrebro ombygget ved arkitekt Julius Hansen til brug for Enigheden. De nuværende bygninger udført i et nybarokt udtryk er dog opført i 1923 af arkitekt Heinrich Hansen. I 1935-38 blev fabrikken udvidet med en funktionalistisk procesbygning ved arkitekterne M.J. Kelde og Poul Wiboe. Mejeriets bygninger eksisterer fremdeles på adressen. I dag bor en række medievirksomheder dog i de nyindrettede bygninger.
55°42′17.0″N 12°32′15.8″Ø / 55.704722°N 12.537722°Ø